# روم وارشاموف
روم وارشاموف ( انگلیسی: Rom Varshamov؛ ۹ آوریل ۱۹۲۷ – ۲۴ اوت ۱۹۹۹) ریاضی‌دان اهل ارمنستان که بر روی نظریه کدگذاری به ویژه en:Error correction code و نظریه اعداد فعالیت نمود.

## زندگی‌نامه
در ۹ آوریل ۱۹۲۷ در تفلیس به دنیا آمد. از دانشگاه دولتی تفلیس فارغ‌التحصیل شد. وی همچنین برندهٔ جوایزی همچون، و شده‌است. در ۲۴ اوت ۱۹۹۹ در سن ۷۲ سالگی در مسکو درگذشت.